# Wilhering
Wilhering osztrák mezőváros Felső-Ausztria Linzvidéki járásában. 2020 januárjában 5919 lakosa volt. Wilhering 1146-ban alapított cisztercita apátságáról ismert.

## Elhelyezkedése

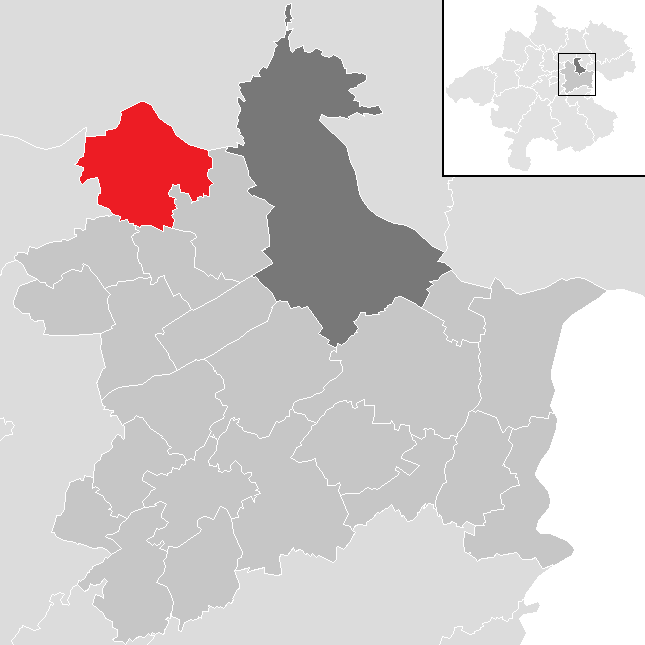
Wilhering a Linzvidéki járásban

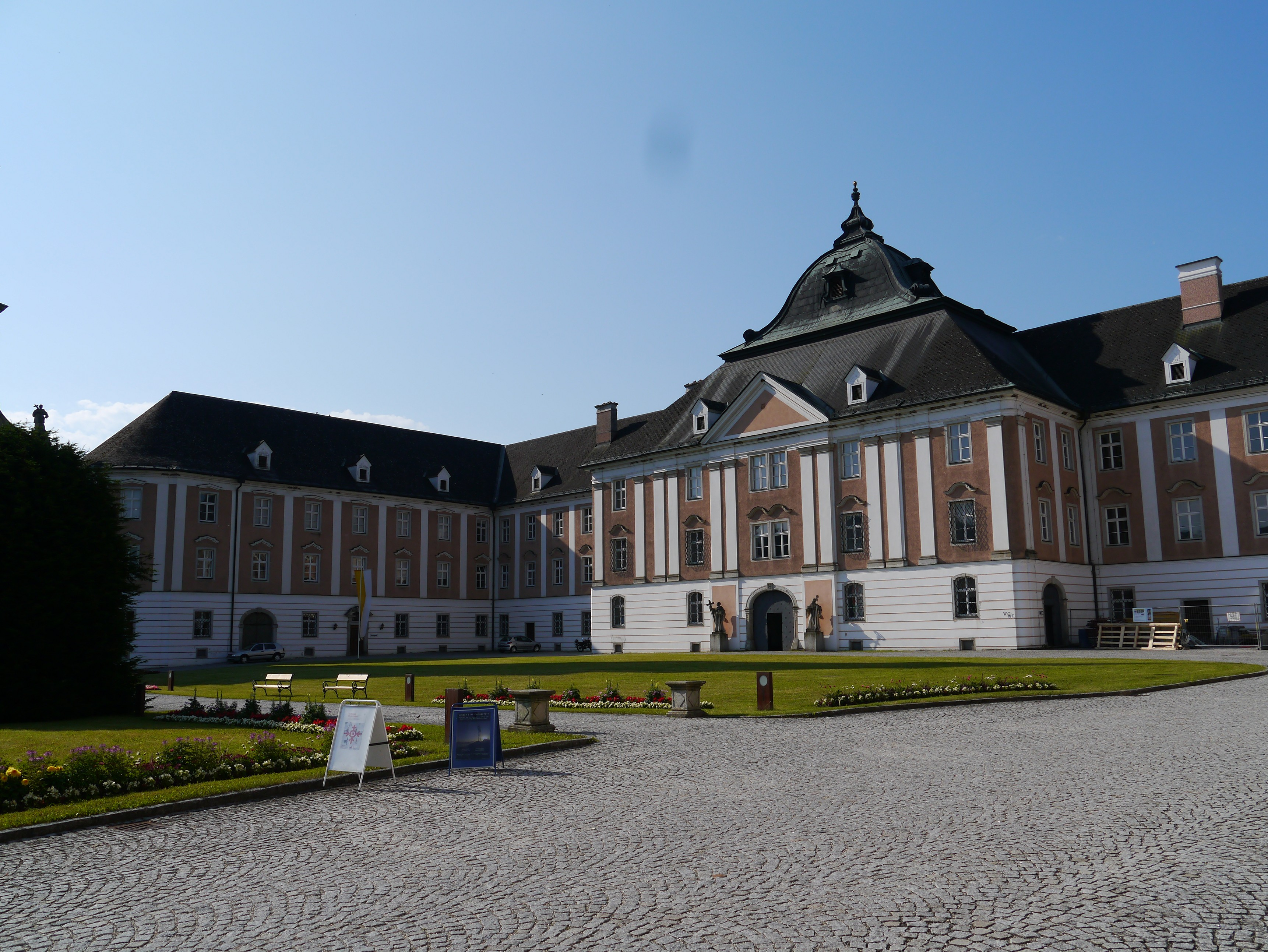
A wilheringi apátság udvara

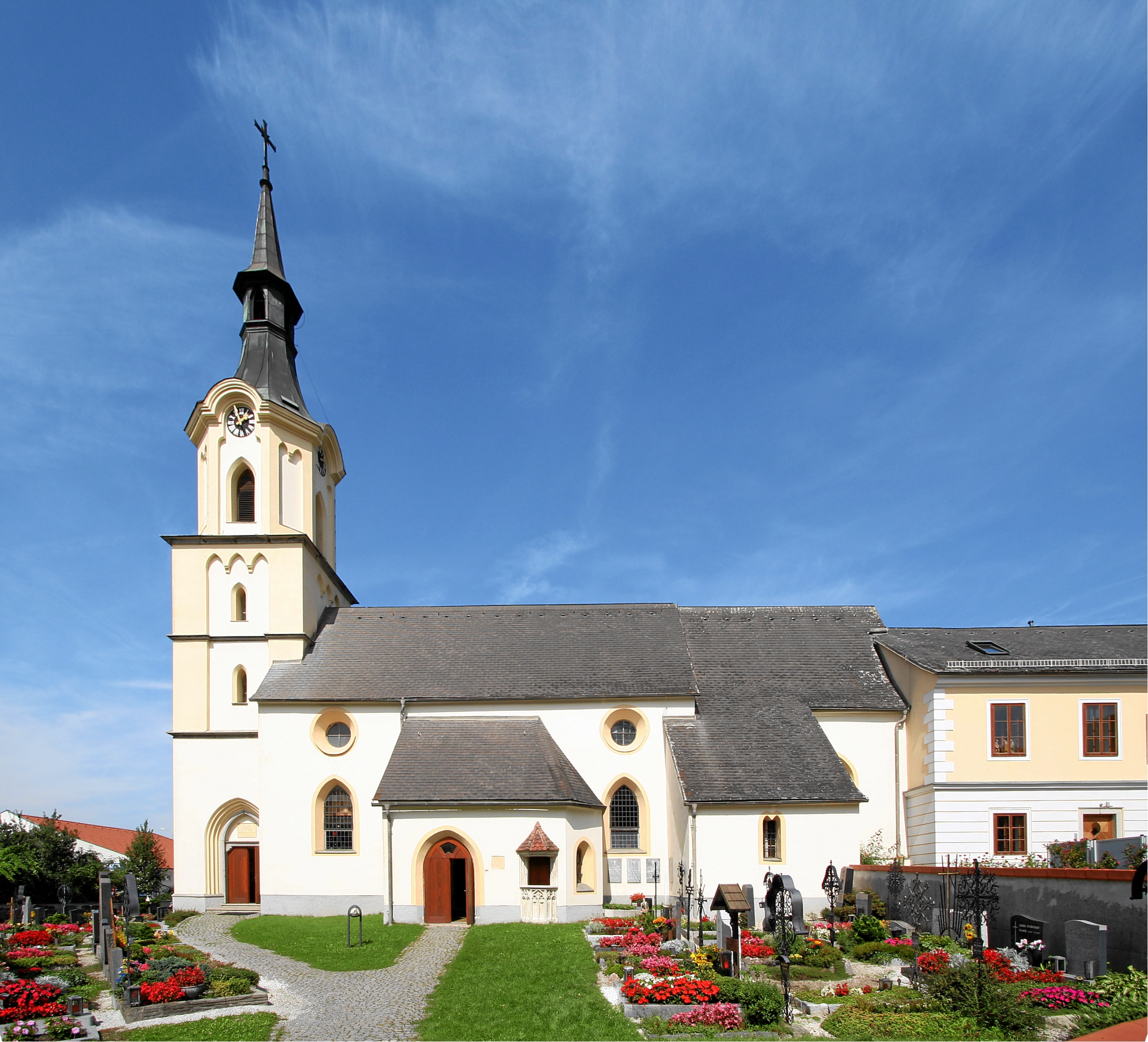
A dörnbachi Szt. Ulrik-templom

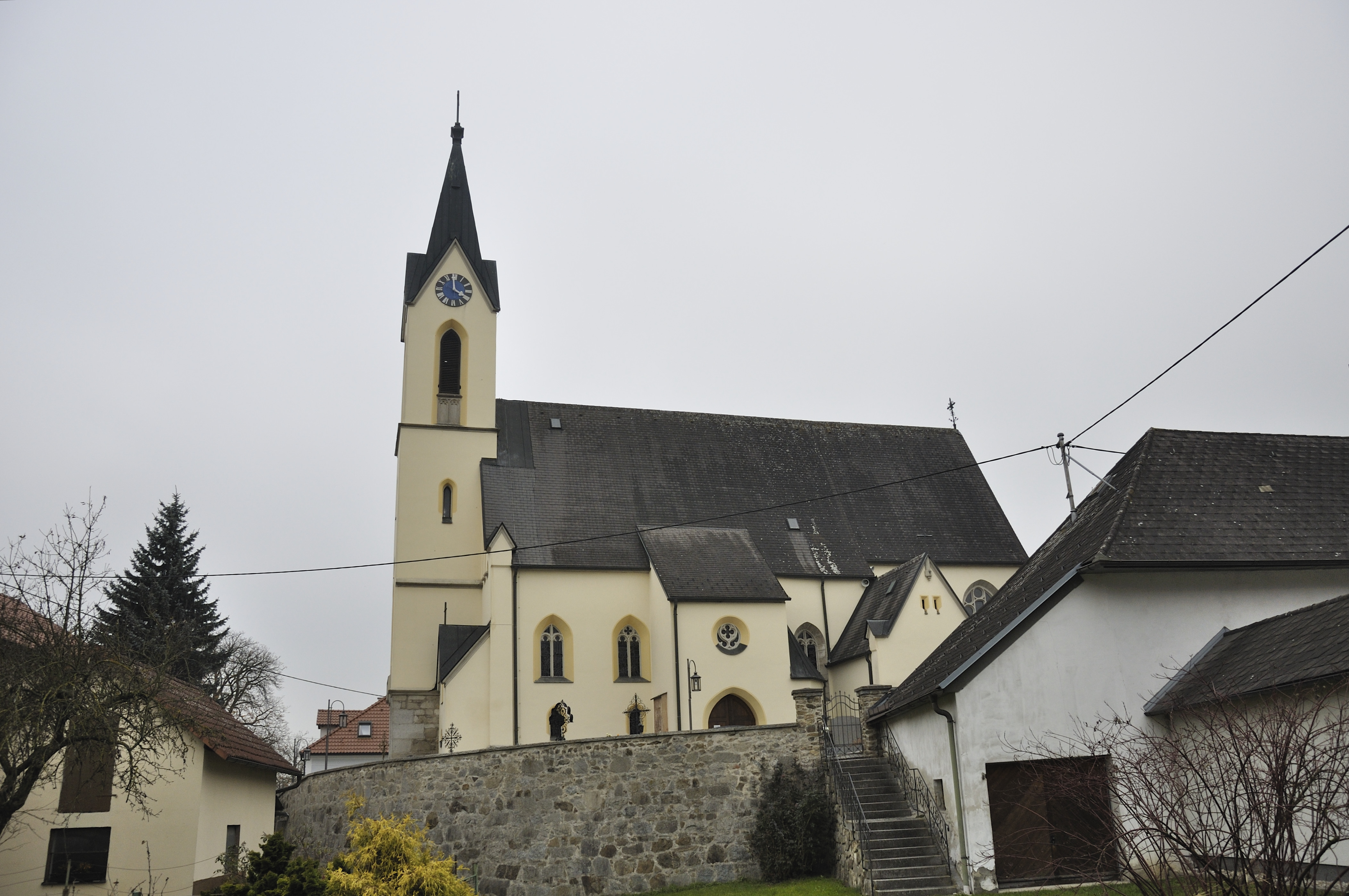
A schöneringi Szt. István-templom

Wilhering a tartomány Traunviertel régiójában fekszik, a Duna jobb partján. Területének 40%-a erdő, 44% áll mezőgazdasági művelés alatt. Az önkormányzat 15 településrészt és falut egyesít: Appersberg (234 lakos 2020-ban), Dörnbach (685), Edramsberg (638), Fall (51), Hitzing (503), Höf (197), Katzing (280), Lohnharting (40), Mühlbach (684), Reith (617), Schönering (1043), Thalham (263), Ufer (272), Wilhering (265) és Winkeln (147).  
A környező önkormányzatok: délkeletre Leonding, délre Pasching, délnyugatra Kirchberg-Thening, nyugatra Alkoven, északra Ottensheim, északkeletre Puchenau.

## Története
A település első említése 985-ből származik "Williheringa" formában. Neve a Williher személynévből ered. A név mai formáját 1241-ben írták le először. A Bajor Hercegséghez tartozó régió a 12. században Ausztriához került. 
Cisztercita kolostorát 1146-ban alapította Ulrich és Kolo von Wilhering; az alapító tizenhárom szerzetes a stájerországi reini apátságból hívták. 1544-ben a kolostor apátja, Erasmus Mayer áttért a protestáns hitre és a kincstárral együtt Nürnbergbe menekült. Az apátság 1733-ban szinte teljesen leégett. Templomát rokokó stílusban építették újjá. 
A köztársaság 1918-as megalakulása után Wilhering Felső-Ausztria tartomány része lett. Miután a Német Birodalom 1938-ban annektálta Ausztriát, a községet az Oberdonaui gauba sorolták be. A szerzetesek között szerveződni kezdett egy osztrák nemzeti-katolikus ellenállási csoport, de elárulták őket, az apátságot pedig kisajátította a nemzetiszocialista állam. 1943-1945 között a Linzi Műszaki Egyetemet az apátság épületeibe költöztették. A második világháború után, az ország függetlenné válásával a község ismét Felső-Ausztriához került. 
1975-ben Wilhering elnyerte a mezővárosi rangot.

## Lakosság
A wilheringi önkormányzat területén 2020 januárjában 5919 fő élt. A lakosságszám 1934 óta gyarapodó tendenciát mutat, azóta közel háromszorosára duzzadt. 2018-ban az ittlakók 92,8%-a volt osztrák állampolgár; a külföldiek közül 1,8% a régi (2004 előtti), 2,3% az új EU-tagállamokból érkezett. 1,7% a volt Jugoszlávia (Szlovénia és Horvátország nélkül) vagy Törökország, 1,4% egyéb országok polgára volt. 2001-ben a lakosok 76,6%-a római katolikusnak, 9,3% evangélikusnak, 2,7% mohamedánnak, 8,1% pedig felekezeten kívülinek vallotta magát. Ugyanekkor 17 magyar élt a mezővárosban.
A népesség változása:

| 2016 | 6 010 |
| 2018 | 5 911 |

## Látnivalók
- a wilheringi apátság és az apátsági templom
- a dörnbachi Szt. Ulrik-templom
- a schöneringi Szt. István-templom

## Testvértelepülések
- Bogen (Németország)

## Fordítás
- Ez a szócikk részben vagy egészben  a   Wilhering című német Wikipédia-szócikk ezen változatának fordításán alapul.  Az eredeti cikk szerkesztőit annak laptörténete sorolja fel. Ez a jelzés csupán a megfogalmazás eredetét és a szerzői jogokat jelzi, nem szolgál a cikkben szereplő információk forrásmegjelöléseként.